# Зинченко, Валентин Николаевич
Валентин Николаевич Зинченко (1923—1986) — Гвардии старший лейтенант Советской Армии, участник Великой Отечественной войны, Герой Советского Союза (1945).

## Биография
Валентин Зинченко родился 25 августа 1923 года в посёлке Первомайск (ныне — город в Луганской области Украины). В 1925 году переехал в Енакиево, где окончил восемь классов школы и аэроклуб. В 1940 году Зинченко был призван на службу в Рабоче-крестьянскую Красную Армию. В 1942 году он окончил Тамбовскую военную авиационную школу пилотов. С июля 1943 года — на фронтах Великой Отечественной войны. Участвовал в Курской битве, битве за Днепр, Корсунь-Шевченковской и Ясско-Кишинёвской операциях, освобождении Румынии, Югославии.
К апрелю 1945 года гвардии лейтенант Валентин Зинченко был лётчиком 166-го гвардейского штурмового авиаполка 10-й гвардейской штурмовой авиадивизии 17-й воздушной армии 3-го Украинского фронта. К тому времени он совершил 102 боевых вылета на разведку и штурмовку скоплений боевой техники и живой силы противника, нанеся тому большие потери.
Указом Президиума Верховного Совета СССР от 18 августа 1945 года за «образцовое выполнение боевых заданий командования на фронте борьбы с немецкими захватчиками и проявленные при этом мужество и героизм» гвардии лейтенант Валентин Зинченко был удостоен высокого звания Героя Советского Союза с вручением ордена Ленина и медали «Золотая Звезда» за номером 8987.
В 1946 году в звании старшего лейтенанта Зинченко был уволен в запас. В 1953 году он окончил Киевский технологический институт пищевой промышленности, после чего работал на хлебокомбинатах в Донецке, Краснодоне, Старобельске, Енакиево. Позднее поселился в Киеве. Скончался 8 октября 1986 года, похоронен на Берковецком кладбище Киева.

## Награды
Был также награждён двумя орденами Красного Знамени, двумя орденами Отечественной войны 1-й степени, рядом медалей.